# أليكسي درازدوف
أليكسي درازدوف (الروسية: Дроздов, Алексей Васильевич) هو منافس ألعاب قوى روسي، ولد في 3 ديسمبر 1983 في كلينتسي في روسيا.

## وصلات خارجية
- أليكسي درازدوف على موقع الاتحاد الدولي لألعاب القوى (الإنجليزية)
- أليكسي درازدوف على موقع أوليمبيديا (الإنجليزية)